# Jeff Buckley
Jeffrey Scott Buckley (Anaheim, Kalifornija, 17. studenog 1966. - Memphis, Tennessee, 29. svibnja 1997.), poznatiji kao Jeff Buckley, bio je američki kantautor i gitarist.
Prepoznatljiv po svom eteričnom glasu, Buckley se smatrao jednim od najperspektivnijih izvođača svoje generacije, pogotovo nakon izlaska njegovog vrlo popularnog debi albuma Grace iz 1994. godine. Na vrhuncu svoje karijere, Buckley se utopio dok je plivao u rijeci, Wolf River Harbor, 1997. godine. Njegov rad i glazbeni stil bili su iznimno cijenjeni kod kritičara, glazbenika i publike.

## Životopis

### Djetinjstvo
Jeff Buckley rodio se u Anaheimu, (Kalifornija), i jedini je sin majke Mary Guibert i oca Tima Buckleya. Majka mu dolazi iz Panamskog kanala Zonian i potomstvo vuče iz Grčke, Francuske i Amerike, dok mu je otac irski doseljenik iz Corka. Otac mu je također bio pjevač i skladatelj koji je izdao niz uspješnih jazz i folk albuma, kasnih 1960-ih i ranih 1970-ih. Tim Buckley umro je od predoziranja 1975.g.
Jeff Buckley živio je s majkom, očuhom Ronom Moorheadom i polubratom Coreyem Moorheadom u Južnoj Kaliforniji, a nakon dosta vremena Buckley se seli u Orange County. Dok je bio mlađi Buckleya su zvali "Scott" ili "Scotty Moorhead", njegovo skraćeno ime i prezime od očuha. Nakon očeve smrti mijenja prezime u Buckley i uzima svoje pravo ime kako mu i piše u rodnom listu, Jeff Buckley. Međutim članovi obitelji i dalje su ga zvali "Scotty".
Buckley je čitavo vrijeme bio vezan uz glazbu. Njegova majka bila je klasična učiteljica za klavir i violončelo. Njegov očuh Ron, uveo ga je u glazbeni svijet Led Zeppelina, Jimia Hendrixa, The Whoa i Pink Floyda, dok je još bio vrlo mlad. Buckley kako odrasta tako počinje pjevati u okolini svoje kuće i u pratnji svoje majke. Kod svoje bake u šupi pronalazi gitaru i sa šest godina počinje ju svirati. Prvi album koji je posjedovao bi je Physical Graffiti od Led Zeppelina. Dok mu je hard rock sastav Kiss bio veliki favorit. S dvanaest godina odlučio je da će u životu biti glazbenik. Kada je navršio trinaestu godinu dobiva svoju prvu električnu gitaru, imitacija crnoga Gibsona Les Paula. U srednjoj školi, Buckley razvija i okuplja progresivni rock rock sastav po uzoru na Rush, Genesis, Yes i jazz gitaristu Al Di Meola, što je na kraju rezultiralo s jednim školskim jazz sastavom.
1984. Buckley završava srednju školu i seli se u Hollywood gdje se upisuje u glazbeni institut na kojemu završava samo jednu godinu. "To je najveće gubljenje vremena", bile su Buckleyeve riječi za školu.
Sljedećih šest godina, Buckley troši na rad u hotelu i sviranje gitare u raznim demosastavima i raznim glazbenim stilovima, jazz, reggae, rock i heavy metal. Također povremeno svira u studiju funk i R&B na poziv mladog producenta Michaela J. Clousea iz "X-Factor Productionsa". Cijelo to vrijem, Buckley se koristi glasom kao glavni ili prateći vokal.

### Glazbena karijera
Jeff Buckley u veljači 1990. seli se u New York City, gdje su puno veće mogućnosti da se zaposli kao glazbenik. Tada upoznaje Nusrata Fateh Ali Khana, koji ga podučava izvoditi Qawwali. Buckley je bio oduševljen s Khanom i više puta dnevno je znao slušati njegove skladbe. Buckley se također interesirao za blues legendu Roberta Johnsona, kao i za hardcore punk koji je bio popularan u to vrijeme. U rujnu Buckley se vraća u Los Angeles, gdje s očevim bivšim menadžerom Herbom Cohenom, snima svoj prvi originalni demosnimak. Cohen i Buckley nadali su se da će uspjeti privući pozornost diskografskih kuća s kvalitetnim demosnimaka.
Buckley se vraća u New York sljedeće godine da bi održao svoj debitantski koncert kojeg je nazvao po svome ocu "Greetings from Tim Buckley". Nastavlja raditi po uzoru na svoga oca koji je znao govoriti "Ovo mi nije izvor zarade, ovo je nešto vrlo osobno". Počinje svirati po mnogim klubovima i mjesnim kavanama na Lower Manhattanu ali glavno mjesto bilo mu je Sin-é. Glavni repertoar koji je izvodi sastojao se od žanrova folka, rocka, R&B-a, bluesa i jazza. Omiljeni izvođači koje je svirao bili su mu Nina Simone, Billie Holiday, Van Morrison i Judy Garland od kojih je mnogo učio, kao i njegovi favoriti Led Zeppelin, Nusrat Fateh Ali Khan, Bob Dylan, Elton John, The Smiths, The Creatures, Bad Brains, Leonard Cohen, Édith Piaf, Robert Johnson i Sly Stone. Gitara na kojoj je izvodio svoje solo dionice, bila je posuđeni Fender Telecaster.
Sljedećih pet mjeseci, Buckley je privlačio pozornost mnogobrojne publike i veliku pažnju diskografskih kuća. 1992. Buckley potpisuje za "Columbia Records", diskografska kuća Bob Dylan i Bruce Springsteena, s kojom ja na tri albuma zaradio oko milijun dolara.

### Grace
U siječnju 1994. Buckley održava svoju nastupnu turneju za Sjevernu Ameriku koja kasnije izlazi na EP-u pod nazivom Live at Sin-é. Nakon desetak dana putuje u Europu gdje u ožujku pokreće novu turneju. Poslije povratka poziva gitaristu Michaela Tighea da mu se priključi u sastav. Buckley obrađuje prijašnji singl "So Real" zajedno s Tigheom, a skladbu kasnije dodaje na album. U lipnju prvi puta kreće s kompletnim sastavom na turneju pod imenom "Peyote Radio Theatre Tour", koja je potrajala do kraja kolovoza. Neki od sudionika turneje bili su; Pretender, Chrissie Hynde, Soundgarden's Chris Cornell, The Edge iz U2 i drugi.
23. kolovoza 1994. Buckley objavljuje svoj prvi studijski album Grace. Album mu je donio veliku popularnost, osvojivši simpatije publike i kritičara. Materijal na albumu sastoji se od sedam originalnih skladbi, a uključuje i tri obrade: "Lilac Wine", verzija od Nine Simone, "Corpus Christi Carol" od Benjamina Brittensa i "Hallelujah" od Leonarda Cohena temeljena na verziji Johna Calea, koja se nalazi na albumu I'm Your Fan. Buckley bi dok je izvodio skladbu "Hallelujah" znao ju nazivati imenom "Najbolje od Buckleya" ili "jedna prelijepa skladba", dok je sama skladba u časopisu Time proglašena "jednom od najboljih 500 skladbi svih vremena".  Grace se prodao u više od dva milijuna primjeraka širom svijeta.
Buckleyovom veliko uspjehu najviše doprinose skladbe, poput naslovne teme ili "Lover, You Should've Come Over", "Dream Brother", "So Real", "Eternal Life" i njegovo osebujno slaganje folka, bluesa i rocka određenu sugestivnim falsettom. Grace mu je donijela podizanje vrijednosti pred ostali glazbenicima, uključujući i Buckleyev veliki uzor Led Zeppelin, kada je Jimmy Page izjavio da je to jedan od najboljih albuma desetljeća. I Robert Plant je komentirao album s najboljim ocjenama. Bob Dylan proglasio je Buckleya najboljim skladateljem desetljeća, a David Bowie rekao je za Grace da je jedan od deset albuma koji bi ponio sa sobom na pusti otok. Lou Reed je izrazio interes za budući rad s Buckleyem, dok su Paul McCartney, Thom Yorke, Matthew Bellamy, Chris Cornell, Neil Peart, U2 i Elton John izrazili veliko poštovanje i priznanje na njegov glazbeni rad.

### Koncerti
Buckley sljedeće godine, prilično umoran i iscrpljen kreće na turneju kako bi promovirao album Grace. Nakon objavljivanja albuma prva zemlja za promociju bila mu je Australija, nakon nje Engleska (na "Glastonbury" festivalu i "the Meltdown" festivalu na poziv Elvisa Costella). 1995. Buckley održava koncert u pariškoj koncertnoj dvorani "Paris Olympia", gdje je nastupala sa svojim najboljim izvedbama čuvena Francuska pjevačica Édith Piaf. 
U prosincu 1996. Buckley je otišao na svoju "fantomsku solo turneju" po kavanama u Northeasternu (SAD), predstavljajući se drugim imenima; The Crackrobats, Possessed by Elves, Father Demo, Smackrobiotic, The Halfspeeds, Crit-Club, Topless America, Martha & the Nicotines, i A Puppet Show Named Julio.
Dosta materijal s turneje održane 1995. – 1996. snimljeno je i izlazi postumno na albumima Mystery White Boy i Live a l'Olympia.

## Smrt
Nakon kompletnog završetka turneje 1996.g., Buckley počinje pisanje novog materijala za album koji se trebao zvati My Sweetheart the Drunk. U veljači 1997. snima Edgar Allan Poeovu poemu "Ulalume" koja se nalazi na dvostrukom albumu Closed on Account of Rabies, producenta Hala Willnera. Nakon završenog snimanja u New Yorku, vraća se nazad u Memphis, (Tennessee) gdje radi na novom materijalu kojeg šalje natrag sastavu u New York. Buckley počinje snimati demo za četiri skladbe. Kada je većina demosnimaka bila gotova nosi ih sastavu koji se nalazi u New Yorku na preslušavanje. Planirano je bilo da se u Memphis vrati 29. svibnja.
29. svibnja 1997. dok je sastav planirao nastaviti rad na albumu u pomoćnom studiju u Memphisu, Buckley je otišao na rijeku Wolf River Harbor (pritoka rijeke Mississippi), u svojim teškim čizmama, komplet odjeći i slušajući svoju omiljenu skladbu od Led Zeppelina "Whole Lotta Love", kako bi plivao. Kako nije dolazio, tražit ga je otišao Keith Foti, član sastava. Kada je našao radio i njegovu gitaru kraj rijeke, Foti je zaključio da je Buckley nestao. Unatoč tome što je bila noć krenulo se na spašavanje i traženje izgubljenog Buckleya. Traženje se nastavilo i sljedeći dan dok nije počela padati jaka kiša. Vjerovalo se da je Buckleya povukla pod vodu jaka struja i izazvala nesvjesticu kod njega. Tri dana kasnije na mokro i pjegavo tijelo naletio je jedan turist u riječnoj marini gdje su ga valovi izbacili na obalu.

## Nagrade i nominacije
- Nominacija za nagradu Grammy u kategoriji za najbolju mušku vokalnu izvedbu u skladbi "Everybody Here Wants You" iz 1998.
- "MTV Video Music Award" - nominacija za najboljeg novog izvođača u video uratku "Last Goodbye" iz 1995.
- "Rolling Stone Magazine" - nominacija za najboljeg novog izvođača iz 1995.
- "Triple J Hottest 100" - nagrada za najbolju skladbu u godini i najviše dobivenih glasova među konkurencijom za "Last Goodbye" iz 1995.
- Skladba "Hallelujah" nalazi se na #259 popisa 500 najboljih skladbi od časopisa "Rolling Stone Magazine".
- Album Grace nalazi se na #303 popisa 500 najboljih albuma od časopisa "Rolling Stone Magazine".
- 13. travnja 1995. album Grace Jeffa Buckleya dobiva Francusku prestižnu nagradu "Gran Prix International Du Disque -- Academie Charles CROS -- 1995", koju dodjeljuju izdavači, novinari, ministar Francuske kulture i profesionalci glazbene industrije kao što su već ranije dodijelili Edith Piaf, Jacques Brel, Yves Montand, Georges Brassens, Bruce Springsteen, Leonard Cohen, Bob Dylan, Joan Baez i Joni Mitchell.[15]

## Diskografija

### Albumi
| Godina | Naziv                                | Datum izlaska       |
| ------ | ------------------------------------ | ------------------- |
| 1993.  | Live at Sin-é [EP]                   | 23. studenog 1993.  |
| 1994.  | Grace                                | 23. kolovoza 1994.  |
| 1995.  | Live from the Bataclan [EP]          | listopad 1995.      |
| 1998.  | Sketches for My Sweetheart the Drunk | 26. svibnja 1998.   |
| 2000.  | Mystery White Boy                    | 9. svibnja 2000.    |
| 2001.  | Live a L'Olympia                     | 3. srpnja 2001.     |
| 2002.  | Songs to No One 1991-1992            | 15. listopada 2002. |
| 2002.  | The Grace EPs                        | 26. studenog 2002.  |
| 2003.  | Live at Sin-é (Legacy Edition)       | 2. rujna 2003.      |
| 2004.  | Grace (Legacy Edition)               | 24. kolovoza 2004.  |
| 2007.  | So Real: Songs from Jeff Buckley     | 22. svibnja 2007.   |

### Video
| Godina | Naziv                       | Datum izlaska    |
| ------ | --------------------------- | ---------------- |
| 2000.  | Live in Chicago             | 9. svibnja 2000. |
| 2007.  | Amazing Grace: Jeff Buckley | TBA              |

### Singlovi
- Grace (edit) / Tongue / Kanga-Roo / Grace
- Last Goodbye (edit) / Last Goodbye / So Real (live and acoustic in Japan) / Dream Brother (uživo iz Hamburga)
- So Real / Lost Highway / Tongue
- Eternal Life / Eternal Life (ulična verzija) / Last Goodbye (uživo iz Japana) / Lover, You Should've Come Over (uživo iz Japana)
- Everybody Here Wants You / Thousand Fold / Eternal Life (ulična verzija) / Hallelujah (uživo iz Bataclana) / Last Goodbye (uživo iz Sydneya)
- Forget Her (edit) / Forget Her / Grace (uživo iz Sheperd's Bush)
- Hallelujah / I Know It's Over

## Skladbe posvećene Jeffu Buckleyu
- "A Body Goes Down" - Duncan Sheik
- "Angel Of Grace" - Blindsight
- "As I Wander" - Ours
- "Bandstand in the Sky" - Pete Yorn
- "Bleed" - Ours
- "Boys on the Radio" - Hole (djelomično)
- "Buckley" - Lukas Rossi
- "Cities Will Fall" - Elysian Fields
- "Eternal Flame" - Joan Wasser
- "Except for the Ghosts" - Lisa Germano
- "Fall in a River" - Badly Drawn Boy
- "Feel the Quiet River Rage" - Live
- "Flushed Chest" - Joan Wasser
- "From Grace" - Thomas Dybdahl
- "Goodbye" - Army of Me
- "Gorgeous" - Kashmir
- "Grace" - Rachael Sage
- "Grey Ghost" - Mike Doughty
- "I Heard You Singing" - Ours
- "In a Flash" - Ron Sexsmith
- "Just Like Anyone" - Aimee Mann
- "Live In Blue Sparks" - Rebecca Moore
- "Living In A Video" - Ours
- "Memphis" - PJ Harvey
- "Memphis Skyline" - Rufus Wainwright
- "Mississippi" - Bob Dylan
- "Neath The Beeches" - The Frames
- "New Blood"- Beth Wood
- "One Last Good Bye" - David Linx
- "On the Road to Calvary" - Willie Nile
- "Punishing God"- glo
- "Saint Down The Hall" - Ours
- "Show Me" - John Legend
- "Sidestep The Bullet" - Brenda Kahn
- "Song for a Dead Singer" - Zita Swoon
- "Stilleto'd Young Stars" - Rebecca Moore
- "Swimming" - Chris Taylor
- "The Beast" - Joan Wasser
- "Tides of the Moon" - Elysian Fields
- "To the Sea" - Mark Eitzel
- "Trying Not to Think About It" - Juliana Hatfield
- "Valley of Sound" - Heather Nova
- "Wave Goodbye" - Chris Cornell
- "Where All Roses Go" - Anuna
- "You Were Right" - Badly Drawn Boy (djelomično)

## Skladbe Jeffa Buckleya na albumima drugih izvođača
- "Cruel" - Default
- "Dream Brother" - Bitmap
- "Dream Brother" - Martin Grech (uživo)
- "Dream Brother" - Steve Hogarth (uživo)
- "Dream Brother" - The Brent Flood (uživo)
- "Eternal Life" - Sebastian Bach (uživo)
- "Eternal Life" - Our Lady Peace (uživo)
- "Eternal Life" - Fony (uživo)
- "Everybody Here Wants You" - Big Sir
- "Everybody Here Wants You" - Paulini Curuenavuli
- "Everybody Here Wants You" - Matthew Herbert i Dani Siciliano
- "Everybody Here Wants You" - The Tea Party (uživo)
- "Forget Her" - Sivert Höyem of Madrugada
- "Grace" - Nick Harper
- "Grace" - Fourplay (trzalački kvartet)
- "Grace" - King Creosote
- "Grace" - The Cinematics
- "Last Goodbye" - Natalie Merchant
- "Last Goodbye" - Hyannis Sound
- "Last Goodbye" - James Morrison (uživo)
- "Last Goodbye" - The Tea Party (uživo)
- "Last Goodbye" - (a+) machines
- "Last Goodbye" - Paul Greene
- "Last Goodbye" - Ninet Tayeb
- "Last Goodbye" - OneRepublic
- "Lilac Wine" - Katie Melua
- "Lover, You Should've Come Over" - Jamie Cullum
- "Lover, You Should've Come Over" - Carla Werner
- "Lover, You Should've Come Over" - Howie Day (uživo)
- "Lover, You Should've Come Over" - John Mayer (uživo)
- "Mojo Pin" - Adem
- "Morning Theft" - Ane Brun
- "Morning Theft" - Stephen Fretwell
- "Morning Theft" - Jason Mraz
- "New Year's Prayer" - Howie Day (uživo)
- "Nightmares By The Sea" - Katatonia
- "So Real" - David Ryan Harris
- "What Will You Say" - Martin Grech (uživo)
- "Mojo Pin" - Whitley
- "Yeh Jo Halka Halka Saroor Hai" - Nusrat Fateh Ali Khan

## Neobjavljen snimke
- "All Flowers in Time Bend Towards the Sun"
- "Dendrils of Death"
- "Dido's Lament"
- "Don't Listen to Anyone But Me"
- "Edna Frau"
- "Let's Bomb the Moonlight"
- "Open Up and Bleed"
- "Ozark Melody"[16]
- "Peace Offering"
- "Pleasure Seeker"
- "River of Dope"
- "Sky Blue Skin"
- "The Morning After"
- "Three is The Magic Number"
- "We All Fall in Love Sometimes"[17]

## Vanjske poveznice
- Službene stranice
- Video Jeffa Buckleya  Arhivirana inačica izvorne stranice od 9. srpnja 2007. (Wayback Machine)